# Habibpur
Habibpur is een census town in het district Bhagalpur van de Indiase staat Bihar. 

## Demografie
Volgens de Indiase volkstelling van 2001 wonen er 9360 mensen in Habibpur, waarvan 53% mannelijk en 47% vrouwelijk is. De plaats heeft een alfabetiseringsgraad van 40%. 